# Vélizy 2
Vélizy 2是法国伊夫林省韦利济-维拉库布莱的一个大型购物中心，于1972年首次开放，并经过多年的扩建，现已成为欧洲主要的商业区之一。该购物中心包括170多家服务、餐饮商铺和4张银幕。该中心每天可接待6万多名顾客，每年可接待1800万名顾客，可在欧尚停车场欣赏维拉库柏空军基地主要跑道的美景。

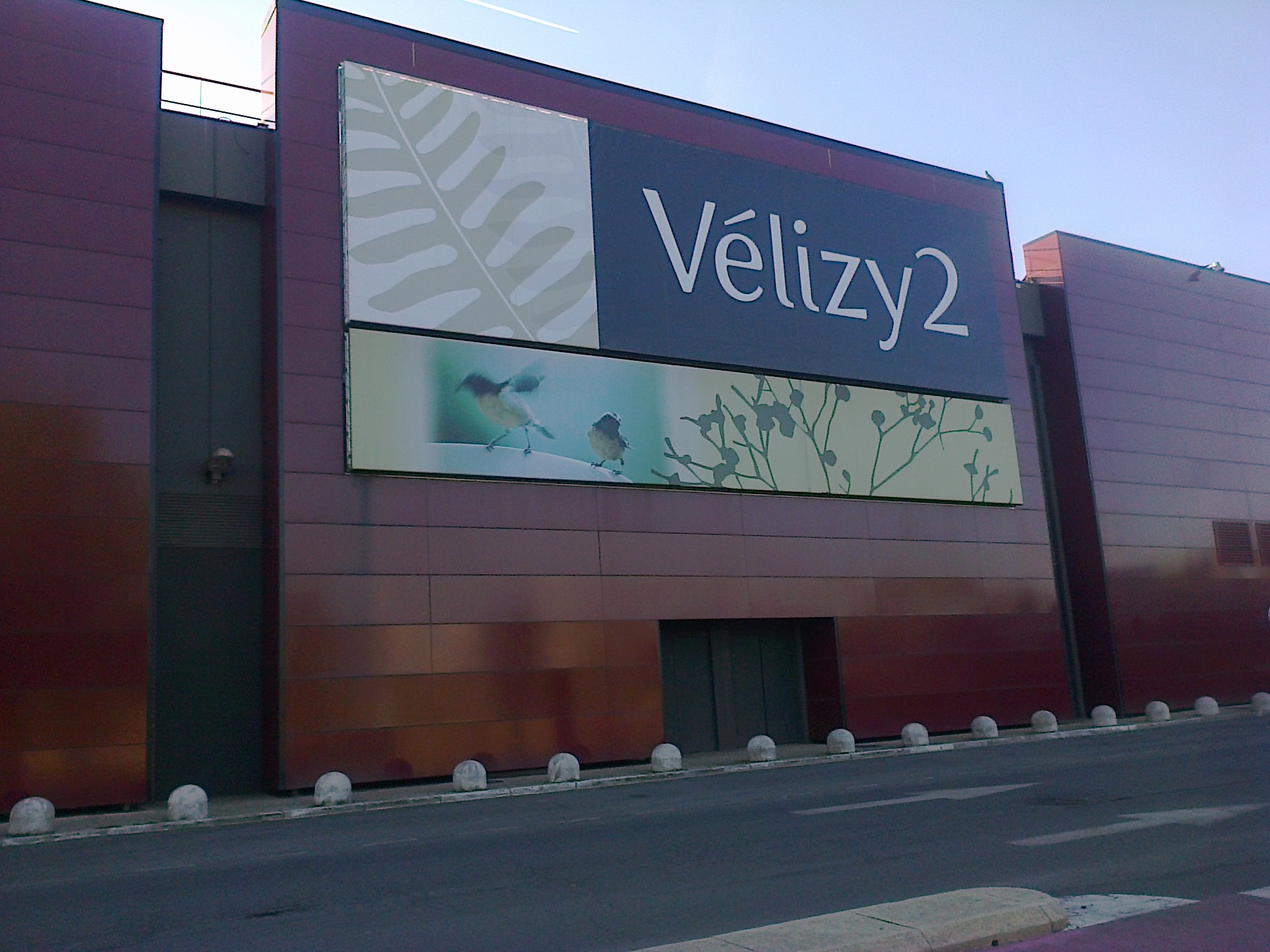
Vélizy 2购物中心